# Championnat du monde de badminton par équipes féminines 1966
Navigation
Wilmington 1963 Tokyo 1969
La 4e édition du championnat du monde de badminton par équipes féminines, appelé également Uber Cup a eu lieu durant la saison de badminton 1965-1966.

## Format de la compétition
17 nations participent à l'Uber Cup. Après des phases de qualifications disputées localement, un tournoi final attribuant le titre se joue en Nouvelle-Zélande.
Le tenant du titre est qualifié d'office pour la finale.
Chaque rencontre se joue en 7 matches : 3 simples et 4 doubles.

## Pays participants
| Zone            | Pays                                                                            |
| --------------- | ------------------------------------------------------------------------------- |
| Océanie         | Australie Indonésie Nouvelle-Zélande (pays hôte)                                |
| Asie            | Hong Kong Inde Japon Malaisie Thaïlande                                         |
| Europe          | Afrique du Sud Allemagne de l'Ouest Angleterre Danemark Écosse Irlande Pays-Bas |
| Amériques       | Canada                                                                          |
| Tenant du titre | États-Unis                                                                      |

## Qualifications

### Zone Océanie
|  | Demi-finales     | Demi-finales |           |   | Finale       | Finale       |
|  | Demi-finales     | Demi-finales |           |   | Finale       | Finale       |
|  |                  |              |           |   |              |              |
|  | à Auckland       | à Auckland   |           |   | à Launceston | à Launceston |
|  | à Auckland       | à Auckland   |           |   | à Launceston | à Launceston |
|  | Nouvelle-Zélande | 0            |           |   | à Launceston | à Launceston |
|  | Nouvelle-Zélande | 0            |           |   | à Launceston | à Launceston |
|  | Australie        | 7            |           |   | à Launceston | à Launceston |
|  | Australie        | 7            | Australie | 1 |              |              |
|  |                  |              | Australie | 1 |              |              |
|  |                  | Indonésie    | 6         |   |              |              |
|  | Indonésie        | Indonésie    | 6         |   |              |              |
|  |                  |              |           |   |              |              |
|  | vacant           |              |           |   |              |              |
|  |                  |              |           |   |              |              |

### Zone Asie
|  | Quarts de finale | Quarts de finale |   |  | Demi-finales | Demi-finales |  |  | Finale      | Finale      |
|  | Quarts de finale | Quarts de finale |   |  | Demi-finales | Demi-finales |  |  | Finale      | Finale      |
|  |                  |                  |   |  |              |              |  |  |             |             |
|  |                  |                  |   |  | à Hyderabad  | à Hyderabad  |  |  | à Hyderabad | à Hyderabad |
|  |                  |                  |   |  | à Hyderabad  | à Hyderabad  |  |  | à Hyderabad | à Hyderabad |
|  | Inde             | w/o              |   |  | à Hyderabad  | à Hyderabad  |  |  | à Hyderabad | à Hyderabad |
|  | Inde             | w/o              |   |  | à Hyderabad  | à Hyderabad  |  |  | à Hyderabad | à Hyderabad |
|  | Malaisie         |                  |   |  | à Hyderabad  | à Hyderabad  |  |  | à Hyderabad | à Hyderabad |
|  | Inde             | 3                |   |  |              |              |  |  | à Hyderabad | à Hyderabad |
|  | Inde             | 3                |   |  |              |              |  |  | à Hyderabad | à Hyderabad |
|  |                  | Thaïlande        | 4 |  |              |              |  |  | à Hyderabad | à Hyderabad |
|  | Thaïlande        | Thaïlande        | 4 |  |              |              |  |  | à Hyderabad | à Hyderabad |
|  |                  |                  |   |  |              |              |  |  | à Hyderabad | à Hyderabad |
|  | vacant           |                  |   |  |              |              |  |  | à Hyderabad | à Hyderabad |
|  | Japon            | 7                |   |  |              |              |  |  |             |             |
|  | Japon            | 7                |   |  |              |              |  |  |             |             |
|  |                  | Thaïlande        | 0 |  |              |              |  |  |             |             |
|  | Japon            | Thaïlande        | 0 |  |              |              |  |  |             |             |
|  | à Hyderabad      |                  |   |  |              |              |  |  |             |             |
|  | vacant           |                  |   |  |              |              |  |  |             |             |
|  | Japon            | w/o              |   |  |              |              |  |  |             |             |
|  | Japon            | w/o              |   |  |              |              |  |  |             |             |
|  |                  | Hong Kong        |   |  |              |              |  |  |             |             |
|  | Hong Kong        |                  |   |  |              |              |  |  |             |             |
|  |                  |                  |   |  |              |              |  |  |             |             |
|  | vacant           |                  |   |  |              |              |  |  |             |             |
|  |                  |                  |   |  |              |              |  |  |             |             |

### Zone Europe
|  | Quarts de finale     | Quarts de finale     |            |     | Demi-finales | Demi-finales |  |  | Finale               | Finale               |
|  | Quarts de finale     | Quarts de finale     |            |     | Demi-finales | Demi-finales |  |  | Finale               | Finale               |
|  |                      |                      |            |     |              |              |  |  |                      |                      |
|  | à Haarlem            | à Haarlem            |            |     | à Carlisle   | à Carlisle   |  |  | à Abingdon-on-Thames | à Abingdon-on-Thames |
|  | à Haarlem            | à Haarlem            |            |     | à Carlisle   | à Carlisle   |  |  | à Abingdon-on-Thames | à Abingdon-on-Thames |
|  | Pays-Bas             | 0                    |            |     | à Carlisle   | à Carlisle   |  |  | à Abingdon-on-Thames | à Abingdon-on-Thames |
|  | Pays-Bas             | 0                    |            |     | à Carlisle   | à Carlisle   |  |  | à Abingdon-on-Thames | à Abingdon-on-Thames |
|  | Angleterre           | 7                    |            |     | à Carlisle   | à Carlisle   |  |  | à Abingdon-on-Thames | à Abingdon-on-Thames |
|  | Angleterre           | 7                    | Angleterre | 7   |              |              |  |  | à Abingdon-on-Thames | à Abingdon-on-Thames |
|  | à Belfast            |                      | Angleterre | 7   |              |              |  |  | à Abingdon-on-Thames | à Abingdon-on-Thames |
|  |                      | Irlande              | 0          |     |              |              |  |  | à Abingdon-on-Thames | à Abingdon-on-Thames |
|  | Irlande              | Irlande              | 0          | 5   |              |              |  |  | à Abingdon-on-Thames | à Abingdon-on-Thames |
|  | Irlande              |                      |            | 5   |              |              |  |  | à Abingdon-on-Thames | à Abingdon-on-Thames |
|  | Écosse               | 2                    |            |     |              |              |  |  | à Abingdon-on-Thames | à Abingdon-on-Thames |
|  | Écosse               | 2                    | Angleterre | 7   |              |              |  |  |                      |                      |
|  |                      |                      | Angleterre | 7   |              |              |  |  |                      |                      |
|  |                      | Allemagne de l'Ouest | 0          |     |              |              |  |  |                      |                      |
|  | Allemagne de l'Ouest | Allemagne de l'Ouest | 0          |     |              |              |  |  |                      |                      |
|  | à Solingen           |                      |            |     |              |              |  |  |                      |                      |
|  | vacant               |                      |            |     |              |              |  |  |                      |                      |
|  | Allemagne de l'Ouest | 7                    |            |     |              |              |  |  |                      |                      |
|  | Allemagne de l'Ouest | 7                    |            |     |              |              |  |  |                      |                      |
|  |                      | Afrique du Sud       | 0          |     |              |              |  |  |                      |                      |
|  | Afrique du Sud       | Afrique du Sud       | 0          | w/o |              |              |  |  |                      |                      |
|  | Afrique du Sud       |                      |            | w/o |              |              |  |  |                      |                      |
|  | Danemark             |                      |            |     |              |              |  |  |                      |                      |
|  |                      |                      |            |     |              |              |  |  |                      |                      |

### Zone Amériques
Le Canada est le seul représentant, les États-Unis étant qualifiés d'office.

## Tournoi final

### Premier tour
|  | Demi-finales | Demi-finales |       |   | Finale     | Finale     |
|  | Demi-finales | Demi-finales |       |   | Finale     | Finale     |
|  |              |              |       |   |            |            |
|  | à Napier     | à Napier     |       |   | à Auckland | à Auckland |
|  | à Napier     | à Napier     |       |   | à Auckland | à Auckland |
|  | Japon        | 5            |       |   | à Auckland | à Auckland |
|  | Japon        | 5            |       |   | à Auckland | à Auckland |
|  | Indonésie    | 2            |       |   | à Auckland | à Auckland |
|  | Indonésie    | 2            | Japon | 4 |            |            |
|  | à Dunedin    |              | Japon | 4 |            |            |
|  |              | Angleterre   | 3     |   |            |            |
|  | Angleterre   | Angleterre   | 3     | 6 |            |            |
|  | Angleterre   |              |       | 6 |            |            |
|  | Canada       | 1            |       |   |            |            |
|  | Canada       | 1            |       |   |            |            |

Le Japon se qualifie pour la finale.

### Finale
| 21 mai 1966 à Wellington | Japon                          | 5 - 2 | États-Unis                         | Score            |
| ------------------------ | ------------------------------ | ----- | ---------------------------------- | ---------------- |
| SD                       | Noriko Takagi                  | 1-0   | Judy Devlin Hashman                | 12-9, 11-7       |
| SD                       | Fumiko Yokoi                   | 1-0   | Caroline Jensen                    | 12-11, 11-3      |
| SD                       | Mitsuko Yokoyama               | 1-0   | Tyna Barinaga                      | 11-3, 11-8       |
| DD                       | Noriko Takagi / Kazuko Goto    | 0-1   | Judy Devlin Hashman / Rosine Jones | 14-18, 9-15      |
| DD                       | Hiroe Amano / Tomoko Takahashi | 1-0   | Tyna Barinaga / Caroline Jensen    | 9-15, 15-9, 15-7 |
| DD                       | Hiroe Amano / Tomoko Takahashi | 0-1   | Judy Devlin Hashman / Rosine Jones | 8-15, 4-15       |
| DD                       | Noriko Takagi / Kazuko Goto    | 1-0   | Tyna Barinaga / Caroline Jensen    | 9-15, 15-9, 15-7 |